# 瑪莉亞狂熱
《瑪莉亞狂熱》（日语：まりあ†ほりっく）是日本漫畫家遠藤海成的日本漫畫作品。於月刊Comic Alive創刊號（8月號）開始至2015年1月號連載結束。單行本全14卷。
2009年改編為電視動畫。2011年開始播放第二季。

## 故事簡介
升讀二年級的女高中生宮前佳奈子因著天國的媽媽的過去，毅然轉校至私立天妃女子學院。開學前一天，她遇上了學院前理事長的孫子·即將升讀一年級的學生祇堂鞠也，以及隨身女僕汐王寺茉莉花。面對這完美的室友，佳奈子對校園生活充滿希望，殊不知這只是為各個受盡虐待、充斥變態的故事打開序幕而已……

## 登場人物

### 主要角色
宮前佳奈子（声優：平野綾（廣播劇）／真田麻美（電視動畫））
就讀高中2年A班。8月31日出生。身高：173cm→175cm。体重：54kg→61kg→57kg。三圍：B92.W63.H94。血型：AB型。視力：2.5。静岡縣出身。
由於父母的關係對戀愛有憧憬，所以特別轉學至父母相識的天妃女子學院。
小時候被男生欺負，所以非常討厭男性，只要被男性碰一下就會起蕁麻疹，此後一直想找個真命天女。對美女毫無抵抗力，也時常會對女孩子作出各種的妄想，因此流出許多鼻血。
本身有相當程度的被虐狂性格。開學前一天得知鞠也是男兒身的秘密，從此被鞠也及茉莉花不停當頭棒喝，甚至取了各種不堪的稱號。討厭他們作為室友的生活，於得知鞠也的家庭和過去時，卻對他有特殊的感覺。
擅長化學及倫理學，其他科目一塌糊塗。專用敬語為「前略」，稱呼母親為「天國的母親」。
祇堂鞠也（声優：小林優）
就讀高中1年A班。3月3日出生。身高：160.3cm。血型：A型。視力：2.0。
佳奈子想像中最完美的女孩，髮型是側雙馬尾。
真實身份是個男人，天妃女子學院前校長的孫子，因為祖母臨終遺言而以女性的身分在天妃女子學院就讀。
在外人面前是個外表美麗、文武雙全的完美女孩，只有在佳奈子和家人面前露出腹黑性格，不過基本上對家人都很好。
小時候很在意祖母，在每年的追悼活動中都顯得收歛含蓄。和靜珠的關係時友時敵。
喜歡女裝並極度自戀，喜歡換穿各種可愛的衣服去玩弄佳奈子。弓道社的社員，與各前輩關係頗為密切。
汐王寺茉莉花（声優：井上麻里奈）
9月16日出生。身高：162cm。血型：O型。
服侍鞠也的長髮雙馬尾女僕。高中1年級，同樣是學生卻不穿校服，而穿女僕裝。
有傲無嬌的毒舌娘，經常吐槽身為主人的鞠也，並會粗暴地吐槽佳奈子並與鞠也一同玩弄佳奈子。
品學兼優，體育萬能、家政萬能。
對名貴閃亮的東西沒有抵抗力，特別是寶石。

### 佳奈子的同学們
桃井幸（声優：新谷良子）
7月27日出生。身高：152cm。體重：42kg。血型：O型。
就讀高中2年A班。為人開朗善良。特徵是在頭髮後面綁了兩個球。家裡似乎是開寶石店。
與佳奈子關係最好的同學。被鞠也等人認為是「無論什麼時候，不管什麼都擁有的女人」。口袋內有各種各樣的工具，亦清楚理解如何使用。被奪去發揮專長的機會時，會陷入極度休克。
由於她把許多問題解決，所以每年生日派對都有許多人協助舉辦，仿如舉行聖誕節派對的程度。
稻森弓弦（声優：後藤沙緒里）
4月25日出生。身高：165cm。體重：48kg。血型：A型。
就讀高中2年A班。弓道社社員，是有一頭黑長髮的美少女，不管在哪裡都穿著弓道社的社服。
佳奈子好友中思考較為正常的一位，較為平靜安詳。不過，也有為某些事鑽牛角尖的時候，如跟幸關係一度疏遠時較為沉鬱。
在第三女子宿舍居住，與弓道社前輩皋月千史同宿。
桐奈奈美（声優：神田朱未）
4月16日出生。身高：148cm。體重：39kg。血型：B型。
就讀高中2年A班。坐在佳奈子隔壁，短頭髮的眼鏡娘。因為老師的一句話而非常保護佳奈子。
不擅長交際，亦不懂配合整體氣氛。非常渴望有個朋友，后与弓弦和幸成为朋友。
擅長烹飪。成績方面由於不擅長理科，所以經常必須參加補考。
筒井穗佳（声優：高田初美）
11月19日出生。身高：156cm。體重：42kg。血型：A型。
就讀高中2年A班。隆顯親衛隊的一員。對於其他親近隆顯的人非常忌妒，並用盡各種招數欺負。喜歡用海產當惡作劇的手段。
與佳奈子關係不佳，不過也曾贈送生肝臟給噴出致死量鼻血而貧血的佳奈子補身，有著體貼的一面（也算是傲嬌的一種表現）。
於動畫版出場次數特別地有所增加。
一之橋瑛（声優：中上育實）
就讀高中2年A班。隆顯親衛隊的成員，於第二季第五集的時候出現名字。
羽二重美衣（声優：長谷川知子）
就讀高中2年A班。隆顯親衛隊的成員，於第二季第五集的時候出現名字。

### 天妃女子学院

#### 學生
石馬隆顯（声優：甲斐田裕子）
2月15日出生。身高：175cm。體重：51kg。血型：O型。
高中3年級的學姊，短髮、身材高挑的美女。在戲劇社以反串男角出名，處事帶一種中古風格。
個性溫柔有責任感，容易令他人困擾。就如貼身保護加奈子，反而令她遭遇更多精神和身體傷害。
有很多愛慕者，因此有親衛隊的存在。貿然親近她的人都會受親衛隊攻擊。
志木絢璃（声優：松来未祐）
10月8日出生。身高：167cm。體重：51kg。血型：A型。
天妃學院的學生會長，高中三年級，有著一頭金色捲髮。看人的時候會自然地想像如何競爭，盡力觀察。
祇堂鞠也的表姐，同時也是青梅竹馬，自少就知道鞠也和靜珠的狀況及二人的真正性格。因為聖母祭諸如此類的事而與鞠也關係很差。
天之妃神之裝飾師，預約長期爆滿。
菜鶴真紀（声優：葉月繪理乃）
12月24日出生。身高：158cm。體重：43kg。血型：AB型。
天妃學院的學生會副會長，高中三年級，和絢璃是從小認識的好朋友，所以接觸祇堂兄妹的機會很多，知道許多天妃学院前校長和祇堂兄妹的過去。
很樂意去協助他人解決困難，但有點笨手笨腳，所以經常在保健室出沒。被取笑為「保健室公主」，後來更正式擔當保健室的藥品管理。
認定鼎神父是變態。
皋月千史（声優：伊藤美穗）
6月21日出生。身高：160cm。體重：52kg。血型：O型。
高中3年级学生，弓道社社员，与弓弦同住于第三宿舍同一房间。曾照顾生病的弓弦，其后也参与了她的生日晚会。
八卷小町（声優：小見川千明）
就讀高中1年A班。自外校轉入天妃高中部。因崇拜鞠也而加入弓道社。雖然自稱喜歡女孩子，但與佳奈子不同，僅限於一般肌膚上的接觸。
紬萬里（声優：下釜千昌）
高中3年级学生，弓道社社员，將與其他成員參與團體賽。

#### 老師
熊谷芙美（声優：豐口惠）
學院教師，高中2年A班的班主任。以前就讀天妃學院時頗受加奈子的母親照顧。
挺在意怎樣有效教育學生。喜歡製作紙牌。
殿村（声優：佐久間紅美）
保健老師兼弓道社顧問，與芙美關係良好。
擁有豐盈而有魅力的體型，經常大口吃東西，但又不會胖。
鼎藤一郎（声優：杉田智和）
學院裡的神父，同時擔任國語老師。法日混血，由於長相美形而在學生間的人氣非常高。
個性上非常容易會錯意和陷入自身的妄想中，因此常墮入不必要的亂局中：被鞠也利用來作弄有男性恐懼症的佳奈子、被舍監老師強逼買入多件影音器材、被真紀誤以為是衣衫不整的變態等。
用語精煉，在漫畫和動畫都有為那些字註釋。專用敬語為「敬啟」，稱呼母親為「天國的媽媽」。
舍監老師（声優：澤城美雪）
身高：123cm。
學院第二女子宿舍的舍監，有著蘿莉的體型和會動的獸耳。
有著「魔王」和「大神」的綽號，是宿舍裡絕對不能忤逆的存在，佳奈子曾因此多次遇上災難。似乎擁有操縱天氣與讀心能力。
喜歡「黑歷史」，會對在宿舍裡藏匿違禁品的手法評分，合格者可以特許持有。閒時喜歡看電視，不論是電視節目或各種影碟。
與那國（声優：松来未祐）
學院第二女子宿舍的看門狗，一副父親的臉，經常穿舍監老師給他的烹飪服。
雖然有在第一女子宿舍的英勇歷史，但遷過來後變得越來越胖。
愛吃醋海帶。
圓城寺綾乃（声優：渡邊明乃）
動畫原創角色。佳奈子夢中的人物，擔任游泳教練，擁有小麥色肌膚與好身材。
西崎老師（声優：伊藤美穗）
於單行本一卷及六卷中出現過的英文老師。

### 角色家人
祇堂静珠（声優：平野綾）
3月4日出生。身高：160.6cm。体重：45kg。血型：A型。
鞠也的雙胞胎妹妹，和鞠也長得很像。區别的方法是鞠也的左眼角有一颗痣，而静珠的在右眼角。
有男性恐懼症，但要以男性身份就读于御星之森學院。平日顯得含蓄，但在很多事面前都顯得脆弱。帶有潔癖。
於帮助鞠也蒙混过天妃的体检時為佳奈子所認識。
汐王寺龍膽（声優：岡本信彦）
9月16日出生。身高：173cm。血型：B型。
汐王寺茉莉花的雙胞胎弟弟，負責服侍靜珠的管家。
跟茉莉花同為雙胞胎卻長得完全不像，相似的只有對主人的輕蔑態度以及毒舌。令人無奈的笑面虎。
生存遊戲迷，喜歡與人鬥得你死我活。身上常帶著網友送的手槍，屋外設置大量針對鞠也的陷阱。
宮前未希（声優：加藤英美里）
佳奈子的妹妹，被形容成「糟糕透了的可愛」。就讀本地的有名私立初中。
對佳奈子的熱情顯得很冷淡。很早以前與鞠也有所認識，觸到手後確認他是男性。曾向鞠也提出交往的請求，卻被拒絕。
相當聰明，但身體虛弱。認定是母親的輕佻令父親辭掉天妃的職務，討厭得連掃墓也不做。
專用敬語為「敬啟」。
花房桃太（声優：皆川純子）
為了見隆顯而來到天妃的小學男生。10歲，大阪府出身。
以隆顯的未婚夫自稱，雖然是真心喜歡隆顯，但實際上只是雙方祖父在酒桌上的玩笑話，並無正式的婚約關係。
性格狂妄，酷愛鍬形蟲。

### 其他
何太郎（声優：矢澤利枝香）
負責解說部分專有名詞的形像人物，乍看是中年的黑道人物，一邊吸雪茄一邊解說。
旁白（声優：上田燿司）
動畫版角色，以貌似電波和背景資訊等話影響故事發展。

## 出版書籍
| 冊數 | Media Factory  | Media Factory                                           | 尖端出版      | 尖端出版             |
| 冊數 | 發售日期       | ISBN                                                    | 發售日期      | EAN                  |
| ---- | -------------- | ------------------------------------------------------- | ------------- | -------------------- |
| 1    | 2007年2月23日  | ISBN 978-4-84-011676-3                                  | 2007年9月19日 | EAN 471-7702-21426-5 |
| 2    | 2007年11月22日 | ISBN 978-4-84-011974-0                                  | 2008年7月21日 | EAN 471-7702-21962-8 |
| 3    | 2008年7月23日  | ISBN 978-4-84-012246-7                                  | 2009年4月30日 | EAN 471-7702-22353-3 |
| 4    | 2008年12月22日 | ISBN 978-4-84-012502-4（限定版） ISBN 978-4-84-012503-1 | 2009年9月23日 | EAN 471-7702-22675-6 |
| 5    | 2009年10月23日 | ISBN 978-4-84-012594-9（限定版） ISBN 978-4-84-012595-6 | 2011年3月18日 | EAN 471-7702-23926-8 |
| 6    | 2010年2月23日  | ISBN 978-4-84-012988-6                                  | 2014年1月20日 | EAN 471-7702-25818-4 |
| 7    | 2010年10月23日 | ISBN 978-4-84-013388-3                                  |               |                      |
| 8    | 2011年3月23日  | ISBN 978-4-84-013775-1                                  |               |                      |
| 9    | 2012年2月23日  | ISBN 978-4-84-014414-8                                  |               |                      |
| 10   | 2012年11月22日 | ISBN 978-4-84-014752-1                                  |               |                      |
| 11   | 2013年2月23日  | ISBN 978-4-84-014796-5（限定版） ISBN 978-4-84-014797-2 |               |                      |
| 12   | 2013年9月21日  | ISBN 978-4-84-015332-4                                  |               |                      |
| 13   | 2014年1月23日  | ISBN 978-4-04-066248-0                                  |               |                      |
| 14   | 2015年2月23日  | ISBN 978-4-04-067236-6（限定版） ISBN 978-4-04-067241-0 |               |                      |

### 相關書籍
公式導讀手冊
漫畫
| 冊數 | Media Factory | Media Factory          |
| 冊數 | 發售日期      | ISBN                   |
| ---- | ------------- | ---------------------- |
| 4.5  | 2009年1月23日 | ISBN 978-4-84-012518-5 |

動畫
| 冊數 | Media Factory  | Media Factory          |
| 冊數 | 發售日期       | ISBN                   |
| ---- | -------------- | ---------------------- |
| 全   | 2009年10月23日 | ISBN 978-4-84-012931-2 |

短篇小說集
| 日文標題 | 中文標題                  | Media Factory | Media Factory          | 尖端出版社    | 尖端出版社             |
| 日文標題 | 中文標題                  | 發售日期      | ISBN                   | 發售日期      | ISBN                   |
| -------- | ------------------------- | ------------- | ---------------------- | ------------- | ---------------------- |
|          | 瑪莉亞狂熱 爭奇鬥妍短篇集 | 2009年3月25日 | ISBN 978-4-84-012716-5 | 2011年3月18日 | ISBN 978-957-104-458-3 |

插畫集
2015年2月23日發售、ISBN 978-4-04-067326-4

## 電視動畫
第1季自2009年1月到3月在UHF放送局、AT-X播放。全12話。
第2季於2011年4月到6月期間進行播放，名為《瑪利亞狂熱 ALIVE》。製作成員除基本班底外部分調動，放送局亦有更改。全12話。

### 製作團隊
- 原作 - 遠藤海成
- 企劃 - 岩崎篤史、及川武、三上康博、真木太郎
- 監督（第1期） / 總監督（第2期） - 新房昭之
- 系列導演- 宮本幸裕（第1期）→所智一（第2期）
- 副監督 - 龍輪直征（第1期）→石倉賢一（第2期）
- 系列構成 - 横谷昌宏
- 人物設計 - 守岡英行
- 總作畫監督 - 守岡英行、山村洋貴（第1期）→山内則康（第2期）
- 概念設計（第2期） - 武内宣之
- 美術監督 - 飯島寿治
- 色彩設計 - 瀧澤泉
- 攝影監督 - 江上怜
- 編輯 - 松原理惠
- 音樂 - 西脇辰彌
- 音響監督 - 龜山俊樹
- 音響製作 - OMNIBUS PROMOTION
- 製作人 - 淺香敏明・高橋和也（第1期）→河本紗知、土方隆、細川修（第2期）、南寛将、大澤信博（第1期）→川上竜太郎（第2期）
- 動畫製作人 - 久保田光俊、菅野雄二（第2期）
- 製片 - GENCO
- 動畫製作 - SHAFT
- 製作 -
  - 第1期 - 瑪莉亞狂熱製作委員会（Media Factory、Frontier Works、AT-X、GENCO）
  - 第2期 - 瑪莉亞狂熱 ALIVE製作委員會（Media Factory、博報堂DY媒體夥伴、AT-X、GENCO）

### 主題曲

#### 第1季
片頭曲：《HANAJI》（鼻血）
演唱：小林優 / 作詞：有森聰美 / 作曲：村井大
導演：尾石達也
片尾曲：（為你心動）
演唱：天妃少女合唱团（真田麻美、小林優、井上麻里奈） / 作詞：松本隆 / 作曲：細野晴臣、坂本龍一、高橋幸宏 / 編曲：依田和夫
動畫製作：劇團狗咖哩

#### 第2季
每集的片頭曲在畫面或歌曲方面，都會有微妙的不同。
片頭曲1：（妄想戰士 宮前佳奈子；第1－4章）
演唱：鼎神父（杉田智和），和聲：天妃少女合唱团（真田麻美、小林優、井上麻里奈），作詞：橫谷昌宏，作曲、編曲：村井大
第1、3章：第一季畫面合集
第2、4章：導演、分鏡：所智一，作畫監督：山内則康、大森英敏
片頭曲2：（RunRunRiRu RanRanRaRa；第5、7－最終章）
片頭曲3：（RunRunRiRu RanRanRaRa 茉莉花版；第6章）
演唱：小林優；茉莉花（井上麻里奈）（茉莉花版），作詞：達純更，作曲、編曲：奥田
第5章：第一季畫面合集，加入部分新製作人物畫面
第6－11章：導演、分鏡：石倉賢一，作畫監督：山内則康、伊藤良明、中山初繪、山村洋貴、青木哲郎
片尾曲1：（怎樣也停不下來；第2－11章）
演唱：天妃少女合唱团（真田麻美、小林優、井上麻里奈），作詞：阿久悠，作曲：都倉俊一，編曲：三浦誠司
導演：鈴木雅也，分鏡：所智一，作畫監督：山内則康
片尾曲2：（Don't Mind Don't Mind！；最終章）
演唱：祇堂鞠也（小林優），和聲：極好的朋友們，作詞：有森聰美，作曲、編曲：鈴木盛廣
動畫製作：川上龍太郎、依田伸隆（10GAUGE）、松本大祐（10GAUGE）

### 各话列表
| 話数   | 日文标题           | 中文标题 | 剧本     | 分镜            | 演出              | 作画監督                   | ENDCARD    |
| 第1季  | 第1季              | 第1季 | 第1季    | 第1季           | 第1季             | 第1季                      | 第1季      |
| ------ | ------------------ | --- | -------- | --------------- | ----------------- | -------------------------- | ---------- |
| 第1章  |                    | 恶作剧之吻 | 横谷昌宏 | 武内宣之        | 宮本幸裕          | 山村洋貴 守岡英行          | 兔塚英志   |
| 第2章  |                    | 甜美的痛楚 | 横谷昌宏 | 龍輪直征        | 森義博            | 古川英樹                   | 小林尽     |
| 第3章  |                    | 受虐的嫩芽 | 横谷昌宏 | 龍輪直征        | 龍輪直征          | 岩崎安利 伊藤良明          |            |
| 第4章  |                    | 悅樂的代价 | 横谷昌宏 | 板村智幸        | 板村智幸          | 潮月一也                   |            |
| 第5章  |                    | 第1節 禁忌的味道 | 大嶋实句 | 石仓贤一        | 石仓贤一          | 宫崎修治 牛岛希            | 狐印       |
| 第5章  | 第2節 少女的祕密   | | 大嶋实句 | 石仓贤一        | 石仓贤一          | 宫崎修治 牛岛希            | 狐印       |
| 第6章  |                    | 倒错的保健室 | 横谷昌宏 | 龙轮直征        | 饭村正之          | 伊藤良明 潮月一也          | saxyun     |
| 第7章  |                    | 疑惑的黑内衣 | 大嶋实句 | 板村智幸        | 森义博            | 古川英树                   | 苍树梅     |
| 第8章  |                    | 被玷污的圣母·前篇 | 大嶋实句 | 龙轮直征        | 宫本幸裕          | 桝井一平                   | BLADE      |
| 第9章  |                    | 第1節 被玷污的圣母·後篇 | 横谷昌宏 | 板村智幸        | 石倉賢一          | 牛島希                     | 久米田康治 |
| 第9章  | 第2節 妄想的尽头   | | 横谷昌宏 | 板村智幸        | 石倉賢一          | 牛島希                     | 久米田康治 |
| 第10章 |                    | 第1節 微乳的过错 | 横谷昌宏 | 龙轮直征        | 龙轮直征          | 岩崎安利                   | 高河弓     |
| 第10章 | 第2節 柏林的情书   | | 横谷昌宏 | 龙轮直征        | 龙轮直征          | 岩崎安利                   | 高河弓     |
| 第11章 |                    | 獻给神的供品 | 大嶋实句 | 森义博          | 森义博            | 前田达之 牛岛希            | 环望       |
| 最終章 |                    | 美少女如雲的游泳大賽 還有走光畫面喔 - 第1節 夢想的泳池開放日 - 第2節 鼎神父再度登場 - 第3節 嶄新的挑戰者 - 第4節 名侦探佳奈子的最后事件 - 第5節 大神的夏日回忆 - 第6節 最后的游泳课 - 第7節 美少女如雲的游泳大賽 | 横谷昌宏 | 龍輪直征        | 宮本幸裕          | 工藤裕加 岩崎安利          | 遠藤海成   |
| 第2季  |                    | |          |                 |                   |                            |            |
| 第1章  |                    | 禁忌的女子宿舍 | 橫谷昌宏 | 所智一          | 所智一 石倉賢一   | 山内則康                   |            |
| 第2章  |                    | 第1節 危險的遊戲 | 橫谷昌宏 | 森義博          | 森義博            | 鷲田敏彌 實原登            |            |
| 第2章  | 第2節 秘密的應酬   | | 橫谷昌宏 | 森義博          | 森義博            | 鷲田敏彌 實原登            |            |
| 第2章  | 第3節 丟臉的獎勵   | | 橫谷昌宏 | 森義博          | 森義博            | 鷲田敏彌 實原登            |            |
| 第3章  |                    | 慾望的顫慄 | 大嶋實句 | 伊藤達文        | 伊藤達文          | 伊藤真理子                 |            |
| 第4章  |                    | 被囚禁的少女 | 横谷昌宏 | 石倉賢一        | 森義博            | 小林利充                   |            |
| 第5章  |                    | 第1節 被玷污的姊妹 | 横谷昌宏 | 森義博          | 所智一 小野田雄介 | 青木哲郎 中山初繪          |            |
| 第5章  | 第2節 惡作劇的指尖 | | 横谷昌宏 | 森義博          | 所智一 小野田雄介 | 青木哲郎 中山初繪          |            |
| 第6章  |                    | 雀躍期待☆教會學校☆緊急出動 | 大嶋實句 | 中澤勇一        | 小野田雄亮        | 實原登 中澤勇一            |            |
| 第7章  |                    | 美少女如雲的游泳大賽 | 橫谷昌宏 | 森義博 中澤勇一 | 遠藤晉            | 梶浦紳一郎 宮西多麻子      |            |
| 第8章  |                    | 被玷污的純真 | 橫谷昌宏 | 松井仁之        | 佐佐木真哉        | 伊藤真理子                 |            |
| 第9章  |                    | 早熟的未婚夫 | 大嶋實句 | 森義博          | 森義博            | 小林利充                   |            |
| 第10章 |                    | 第1節 聖職者的活祭品 | 横谷昌宏 | 中澤勇一        | 小野田雄亮        | 實原登 中澤勇一 梶浦紳一郎 |            |
| 第10章 | 第2節 春夢之宴     | | 横谷昌宏 | 中澤勇一        | 小野田雄亮        | 實原登 中澤勇一 梶浦紳一郎 |            |
| 第10章 | 第3節 被禁止的關係 | | 横谷昌宏 | 中澤勇一        | 小野田雄亮        | 實原登 中澤勇一 梶浦紳一郎 |            |
| 第10章 | 第4節 夏天的脖頸   | | 横谷昌宏 | 中澤勇一        | 小野田雄亮        | 實原登 中澤勇一 梶浦紳一郎 |            |
| 第11章 |                    | 妹妹的秘蜜 | 横谷昌宏 | 森義博          | 佐佐木真哉        | 青木哲郎 中山初繪          |            |
| 最終章 |                    | 佳奈子的生日 | 横谷昌宏 | 石倉賢一        | 森義博            | 山內則康 式地幸喜          |            |

### 播放电视台
日本深夜動畫：下文記載的日本国内播放時間使用日本標準時間（UTC+9）表示。因為部分時間标识會採用30小时制，因此請留意这类超过24:00的时间，其實際播放時間為翌日清晨。
| 播放地域   | 电视台         | 播放期間                | 播放时间                     | 聯播網    | 備註                  |
| 第1季      | 第1季          | 第1季                   | 第1季                        | 第1季     | 第1季                 |
| ---------- | -------------- | ----------------------- | ---------------------------- | --------- | --------------------- |
| 千叶县     | 千叶电视台     | 2009年1月4日 - 3月22日  | 星期日 24時30分 - 25時00分   | 独立UHF局 |                       |
| 神奈川县   | 神奈川电视台   | 2009年1月4日 - 3月22日  | 星期日 25時30分 - 26時00分   | 独立UHF局 |                       |
| 東京都     | 东京都会电视台 | 2009年1月6日 - 3月24日  | 星期二 25時30分 - 26時00分   | 独立UHF局 |                       |
| 兵库县     | SUN电视台      | 2009年1月7日 - 3月25日  | 星期三 26時10分 - 26時40分   | 独立UHF局 |                       |
| 爱知县     | 爱知电视台     | 2009年1月8日 - 3月26日  | 星期四 25時58分 - 26時28分   | TXN       |                       |
| 日本全域   | AT-X           | 2009年1月8日 - 3月26日  | 星期四 09時00分 - 09時30分   | 卫星频道  | 參與製作委員會 有重播 |
| 埼玉县     | 埼玉电视台     | 2009年1月9日 - 3月27日  | 星期五 25時30分 - 26時00分   | 独立UHF局 |                       |
| 臺灣       | 緯來日本台     | 2012年3月6日 - 3月21日  | 週一至五 19時00分 - 19時30分 | 有線電視  |                       |
| 第2季      |                |                         |                              |           |                       |
| 关东广域圈 | 東京电视台     | 2011年4月7日 - 6月23日  | 星期四 26時15分 - 26時45分   | TXN       |                       |
| 大阪府     | 大阪电视台     | 2011年4月8日 - 6月24日  | 星期五 26時35分 - 27時05分   | TXN       |                       |
| 爱知县     | 爱知电视台     | 2011年4月13日 - 6月29日 | 星期三 27時00分 - 27時30分   | TXN       |                       |
| 日本全域   | AT-X           | 2011年4月14日 - 6月30日 | 星期四 09時30分 - 10時00分   | 卫星电视  | 參與製作委員會 有重播 |
| 臺灣       | 緯來日本台     | 2012年3月23日 - 4月9日  | 週一至五 19時00分 - 19時30分 | 有線電視  |                       |

## 外部連結
- 遠藤海成的網誌 （页面存档备份，存于）（日語）
- 瑪莉亞狂熱動畫官網 （页面存档备份，存于）（日語）
- まりあ†ほりっくアニメ公式的X（前Twitter）